# 娛苑

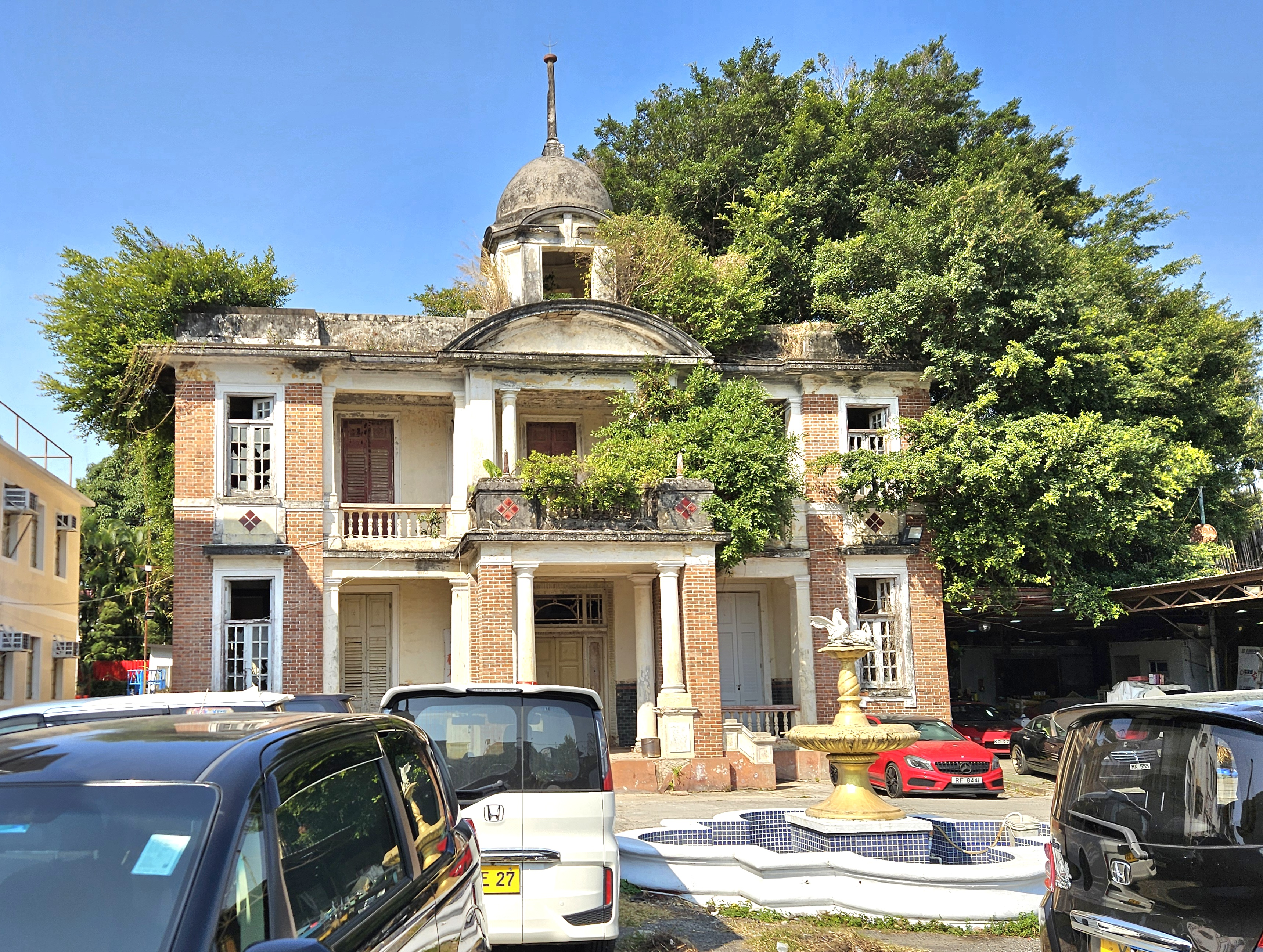
娛苑正面

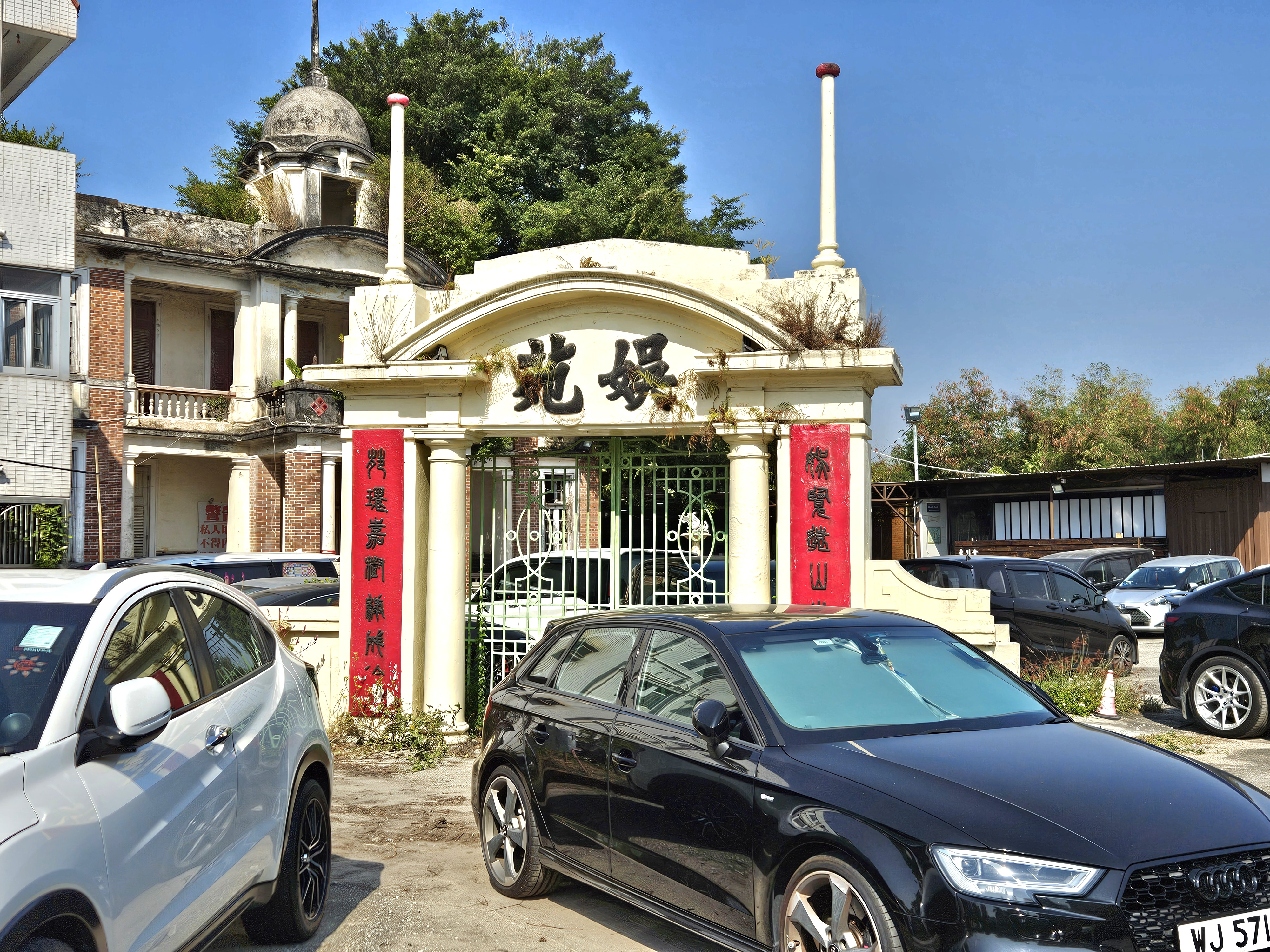
娛苑大門

娛苑（英語：Yu Yuen）位於香港新界元朗橫州東頭圍村公所旁邊。它是已故的香港富商蔡寶田先生在1927年建造的英國式莊園，原本屬於私人別墅，1950年代前曾經開放給公眾參觀，目前已經荒廢。

## 建築
大門有一對聯：「娛覽遠山青人畫；苑環嘉樹紅葉歸。」

## 報刊報導
- 1935年8月1日凌晨1時，6位身穿黑衣衫褲的劫匪，從天窗潛入，當時屋裡僅有蔡寶田先生的4名兒女，年齡由8歲至15歲，及婢女留守。該幫劫匪輕易地劫走超過1,800港元現金及價值400港元的珠寶首飾[1]。
- 香港《華僑日報》記載：『新界地大物博，所以有許多廣大的園林，雖然本是私人的，有時也公開給大家玩玩，第一個聞名是大埔的「康樂園」，這裡是李福林將軍的別業，雖然純粹農園色彩，但遊觀的人也很多。第二個聞名的是上水何東爵士的「東英學圃」，每屆農品展覽會舉行，它都有豐富的出品。第三個「半春園」，在大埔古松山，是「永利威酒莊」的主人黃筱煒先生的別業，半農園、半花園、半寺園、半別墅，調和起來，頗堪流連賞玩。第四個是元朗橫洲（Wang Chau）蔡氏的「娛苑」，這是半別墅半農園的地方，建立已經二十多年了[2]。』

## 影片拍攝場地
1987 年曾用作拍攝《胭脂扣》，電影中十二少居住的大宅。
1991年，上映周星馳香港電影《新精武門》部分情節於大屋內拍攝，影片中娛苑作為霍家拳館霍師父之住宅及武館。
1992年香港電影《新殭屍先生》曾於娛苑取景做為片中大帥府邸的場景 。

## 圖集

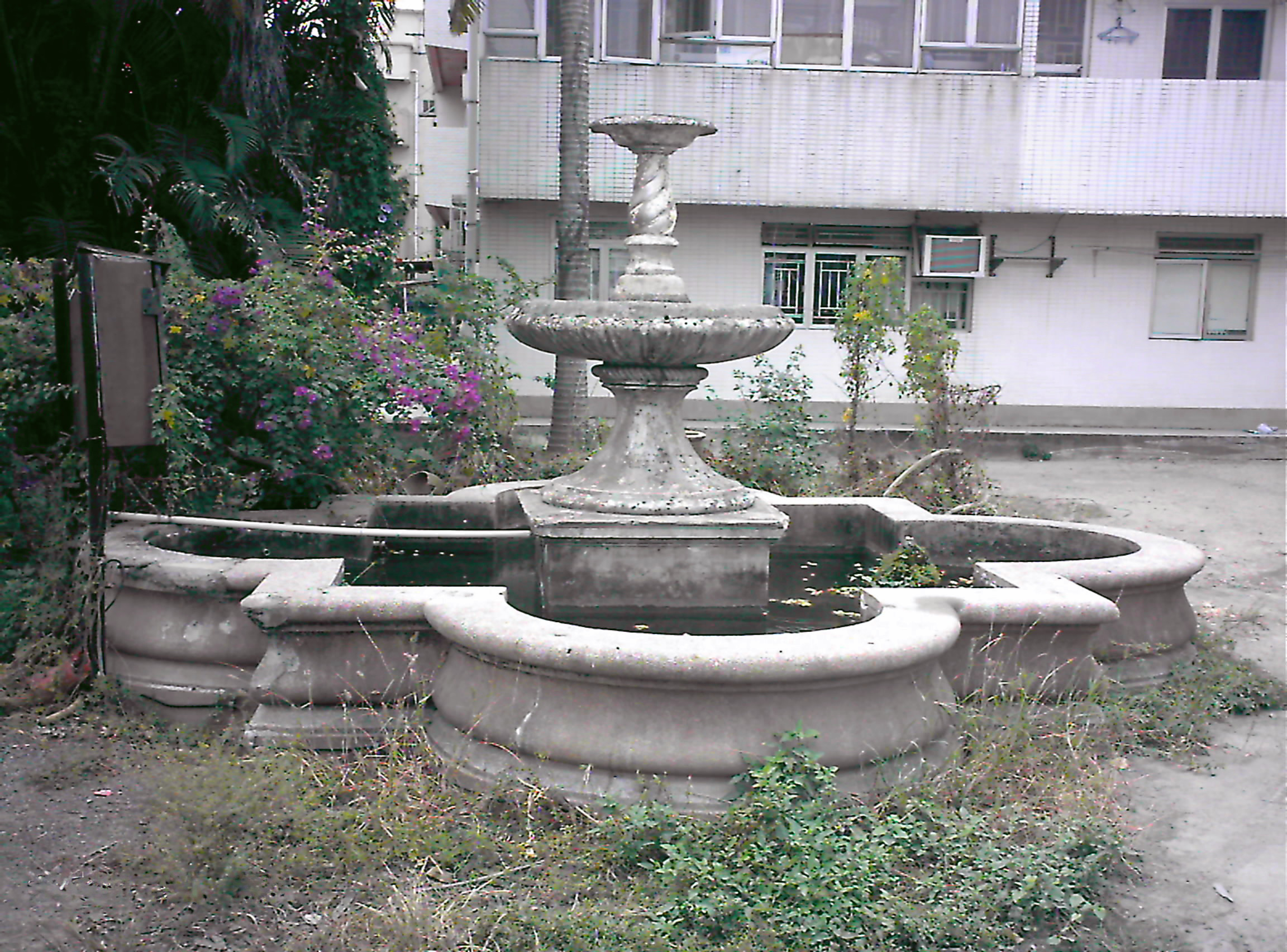
娛苑噴泉殘蹟一
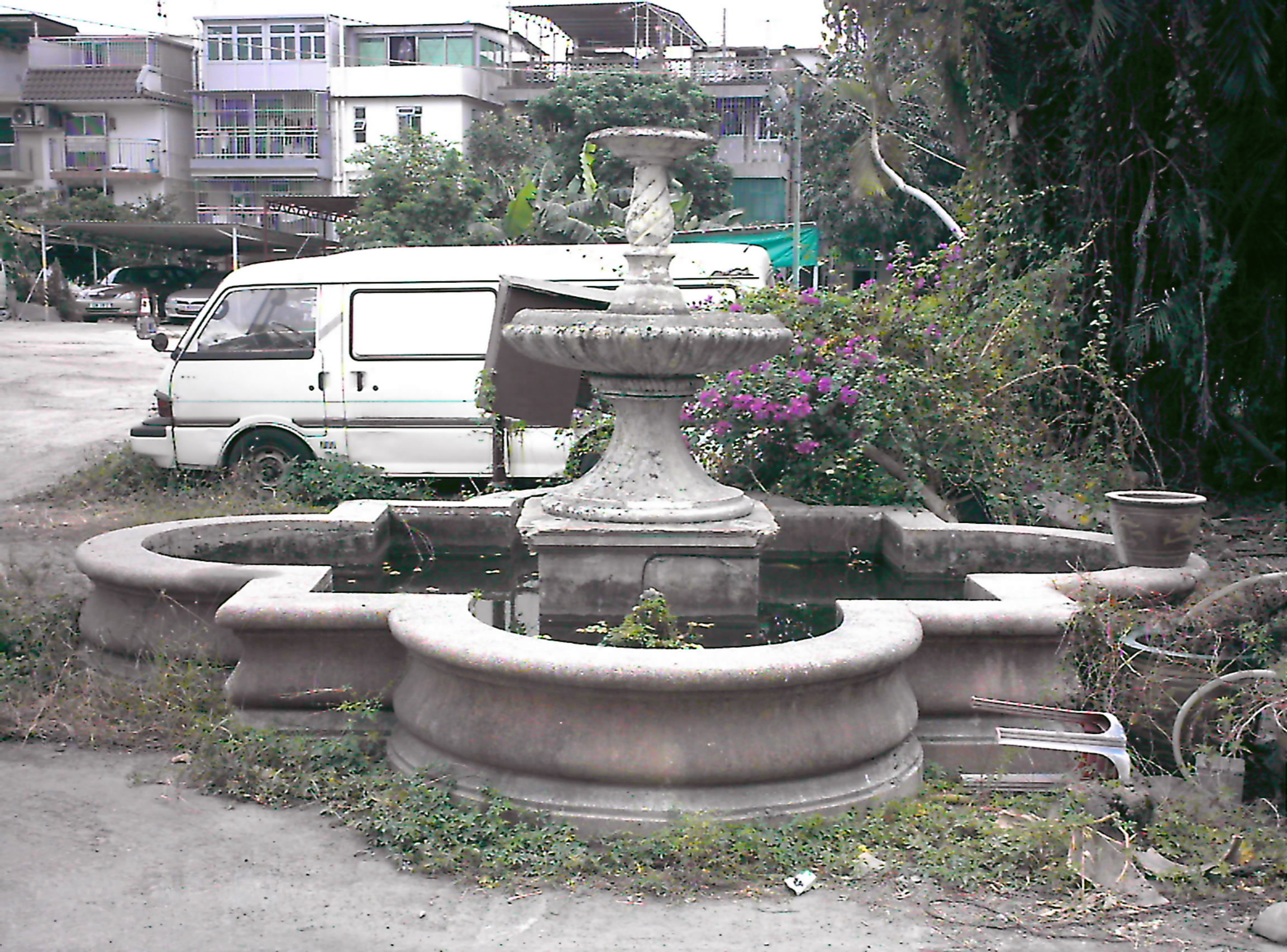
娛苑噴泉殘蹟二
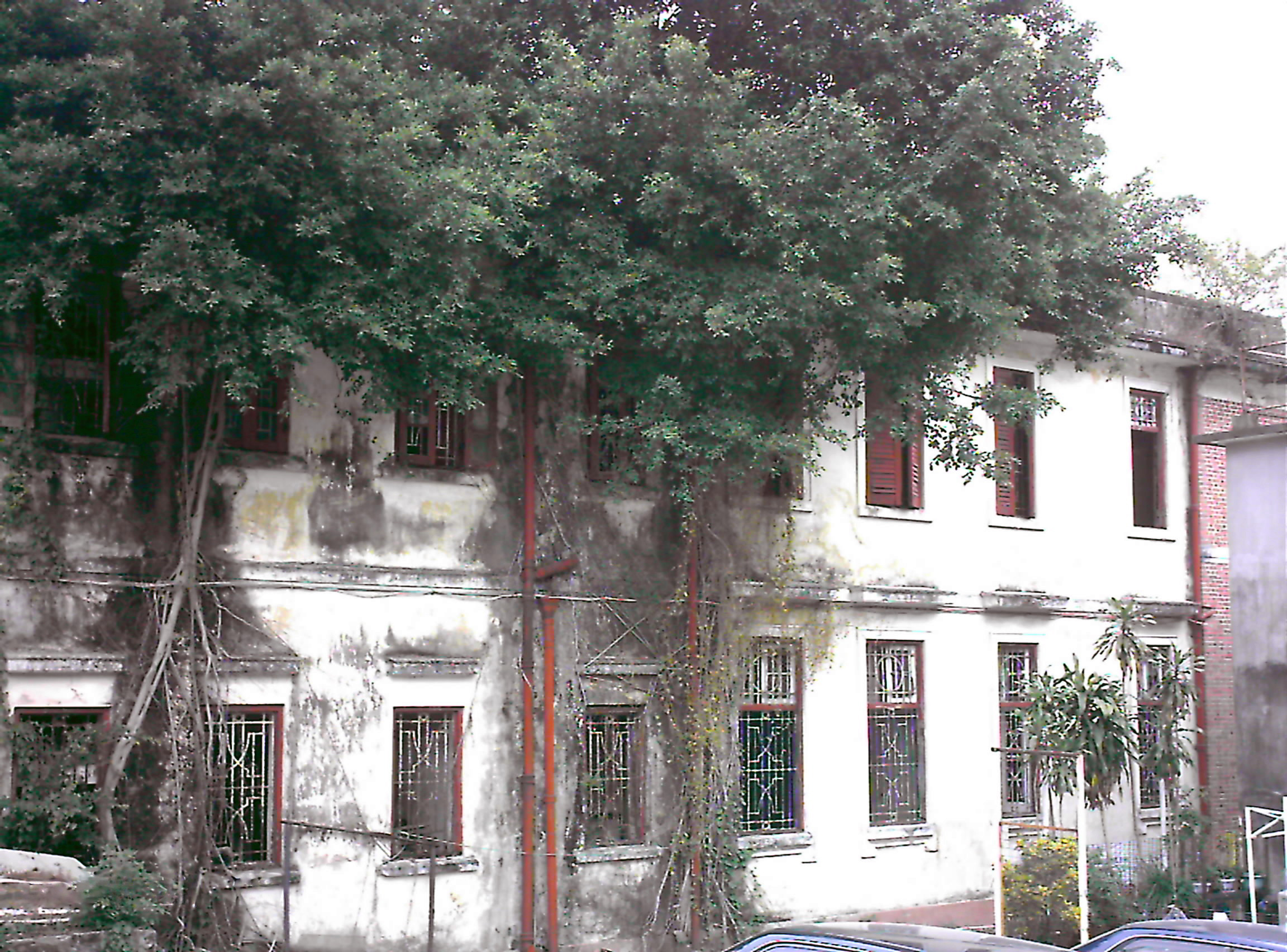
娛苑主樓背面
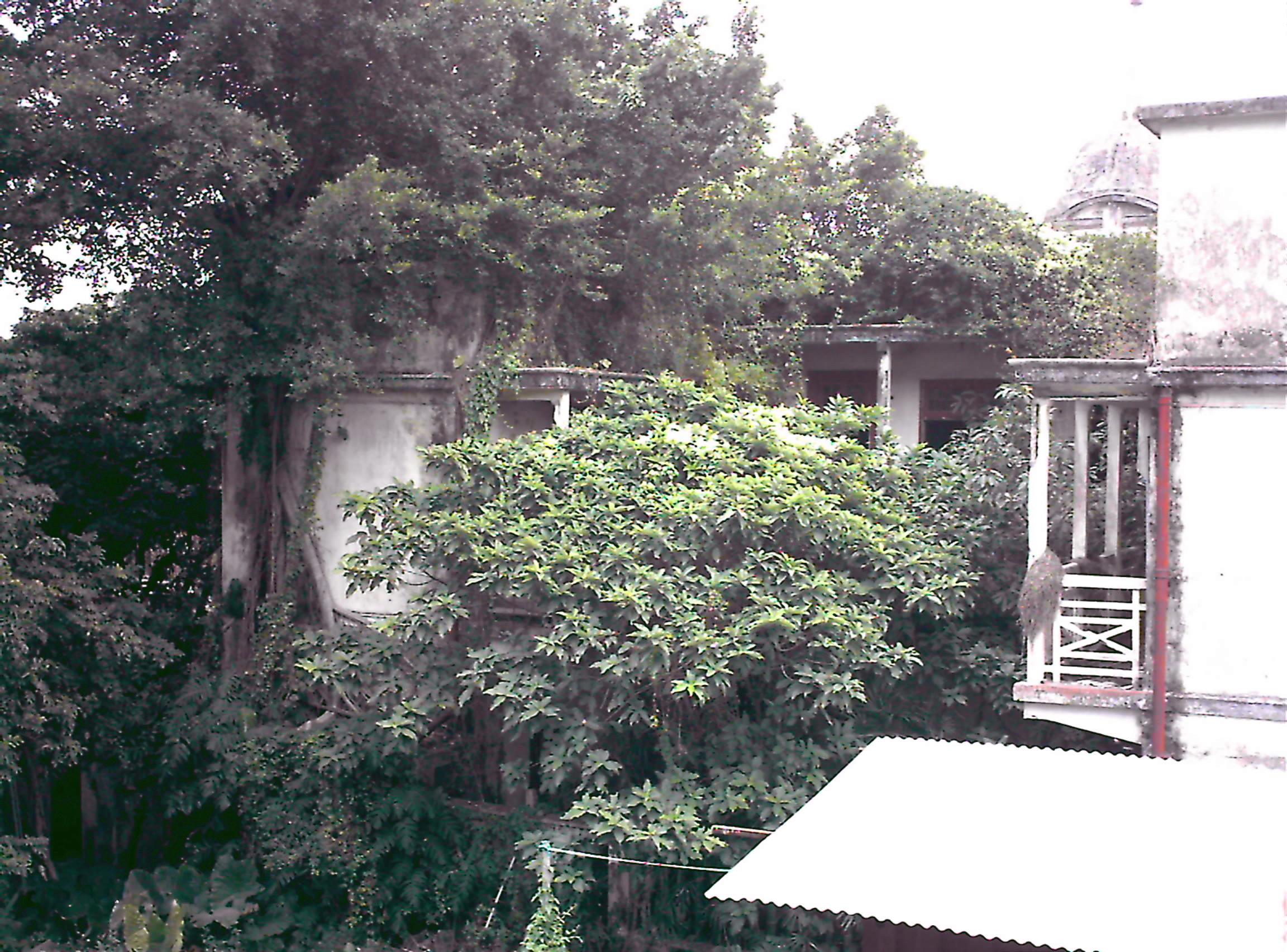
娛苑內園景致

## 公共交通
- 從元朗大橋街市搭乘74A線綠色小巴，車資需要HK$4.9。

## 外部連結
- 古物古蹟辦事處 （页面存档备份，存于）
- 娛苑在2008年11月的外觀影像 （页面存档备份，存于）